# Vaudricourt, Pas-de-Calais
Vaudricourt là một xã ở tỉnh Pas-de-Calais, vùng Hauts-de-France của Pháp.

## Địa lý
Vaudricourt có cự ly khoảng 2 dặm (3,2 km) về phía nam Béthune and 25 dặm (40,2 km) về phía tây nam của Lille, tại giao lộ của các tuyến đường D186 và D171.

## Dân số
| 1962                                                         | 1968 | 1975 | 1982 | 1990 | 1999 | 2006 |
| ------------------------------------------------------------ | ---- | ---- | ---- | ---- | ---- | ---- |
| 448                                                          | 454  | 668  | 897  | 863  | 867  | 920  |
| Số liệu điều tra dân số từ năm 1962: Dân số không tính trùng |      |      |      |      |      |      |

## Địa điểm nổi bật
- Nhà thờ Notre-Dame, thế kỷ 13.
- Lâu đài thế kỷ 19.